# Готшейский диалект
Готшейский диалект (кочевский диалект) — диалект немецкого языка, распространённый ранее в Словении, в городе Кочевье (нем. Gottschee) и окружающих деревнях. Содержит в себе смесь швабского, баварского, франконского и тирольского диалекта.
На готшейском диалекте говорит особая малоизученная этническая группа немцев — готшейские немцы (нем. Gottscheer, словен. Kočevarji). Они сюда переселились в XIV веке.
Эта этническая группа подвергалась немалым гонениям во время Второй мировой войны. Большая часть была переселена нацистами или убита партизанами. Таким образом, от прошлой численности готшейских немцев, которая составляла около 32 тысяч человек, осталось только две тысячи.
В настоящее время они живут в 12 маленьких деревнях, расположенных в общине Кочевье. В некоторых деревнях небольшое количество людей говорит на готшейском диалекте, в основном старшее поколение. Общая численность говорящих на этом диалекте — около 150 человек. Язык находится на грани исчезновения. Существует проект, цель которого возродить готшейский диалект[какой?].